# Jochen Weichenthal
Jochen Weichenthal (* 1987 in Hamburg) ist ein deutscher Schauspieler.

## Leben
Jochen Weichenthal absolvierte sein Schauspielstudium von 2011 bis 2015 an der Universität der Künste Berlin. Während seines Studiums hatte er Engagements bei der Schaubühne Berlin, am Deutschen Theater und am Hans-Otto-Theater in Potsdam, wo er u. a. mit den Regisseuren Thomas Ostermeier, Hermann Schmidt-Rahmer, Gordon Kämmerer, Fabian Gerhardt und Markus Dietze arbeitete.
Ab der Spielzeit 2015/16 war er für zwei Spielzeiten bis 2017 festes Ensemblemitglied am Theater Lübeck. Zu seinen Rollen dort gehörten u. a. Oskar in Geschichten aus dem Wienerwald, Brick in Die Katze auf dem heißen Blechdach, Petra von Kant in Die bitteren Tränen der Petra von Kant, Bassanio in Der Kaufmann von Venedig, Alexej in Der Spieler und Mischa in Kinder der Sonne. Ab 2018 trat er dort weiterhin als Gast auf.
Von Juli 2015 bis 2018 spielte er den Othello unter der Regie von Fabian Gerhardt am Theaterdiscounter Berlin.
2018/19 gastierte er an der Neuköllner Oper in dem Bühnenstück Affe mit Songs von Peter Fox. Ab April 2019 spielte er an der Neuköllner Oper in der Musiktheater-Produktion 9 Tage wach von John von Düffel nach dem gleichnamigen Buch von Eric Stehfest und Michael J. Stephan.
In der Spielzeit 2019/20 gastierte er am Theater „Comédie Soleil“ in Werder als Happy in Tod eines Handlungsreisenden. In der Spielzeit 2020/21 trat er am Theaterdiscounter Berlin in Maß für Maß auf.
Gelegentlich ist Weichenthal auch in Film- und Fernsehrollen zu sehen. in der 5. Staffel der ARD-Serie Die Kanzlei (2022) übernahm er eine Episodenrolle als Hamburger Antiquitätenhändler und Hehler.
Jochen Weichenthal lebt in Berlin.

## Filmografie
- 2022: Die Kanzlei: Bruchtest (Fernsehserie, eine Folge)